# Yuriy Burlakov
Yuriy Burlakov (né le 31 janvier 1960) est un ancien fondeur soviétique.

## Palmarès

### Jeux olympiques
| Épreuve / Édition | [[Jeux olympiques d'hiver de 1984\|Sarajevo 1984]] | [[Jeux olympiques d'hiver de 1988\|Calgary 1988]] |
| 30 km             | 11e                                                | 12e                                               |
| 50 km             |                                                    | 26e                                               |

### Championnats du monde
| Épreuve / Édition | [[Championnats du monde de ski nordique 1982\|Oslo 1982]] | [[Championnats du monde de ski nordique 1985\|Seefeld 1985]] | [[Championnats du monde de ski nordique 1987\|Oberstdorf 1987]] |
| 15 km             | 4e                                                        |                                                              | 10e                                                             |
| 30 km             | 7e                                                        |                                                              |                                                                 |
| 50 km             | Argent                                                    | 12e                                                          |                                                                 |
| 4 × 10 km         | Or                                                        |                                                              |                                                                 |

### Coupe du monde
- Meilleur classement final: 7e en 1983.
- Meilleur résultat: 2e.